# 大西洋鱈
大西洋鱈（Gadus morhua）為鱈屬的模式種，被IUCN列為次級保育類動物，分布於北大西洋及北冰洋，棲息深度100-1000公尺，為高經濟價值的食用魚，另外也是重要的養殖魚及遊釣魚。

## 特征

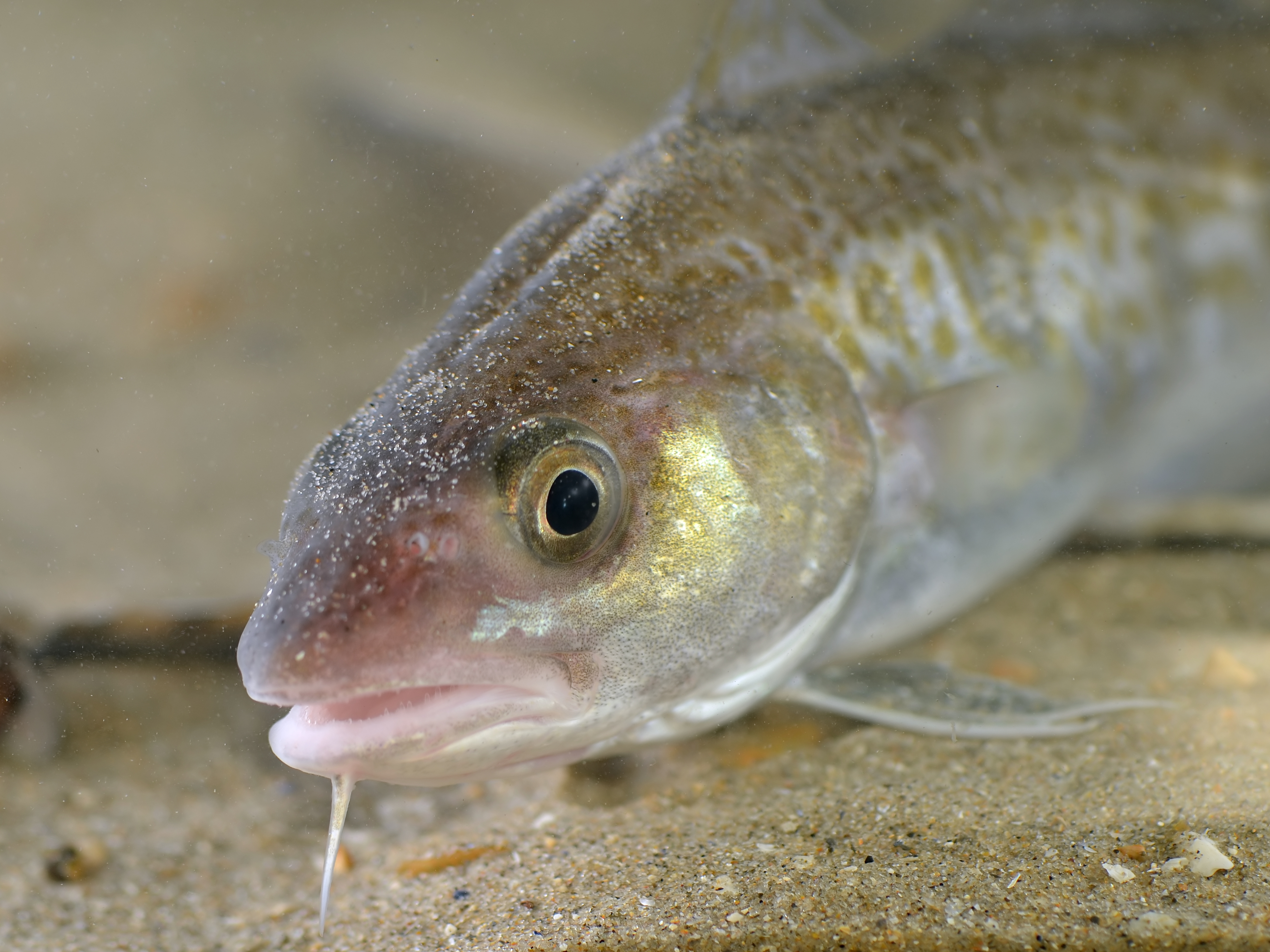
幼魚

本魚背鰭3個，臀鰭2個，側線在胸鰭處彎曲，體色多變，從褐色的到呈綠色或灰色的背面與在上側面上，變成腹側灰白，腹膜銀色的，背鰭軟條44-55枚;臀鰭軟條33-45枚，體長可達200公分，棲息範圍廣泛，從沿海至大陸棚，成群游動，屬雜食性，以藻類、甲殼類、魚類、頭足類等為食。它可以活13年。

## 繁殖

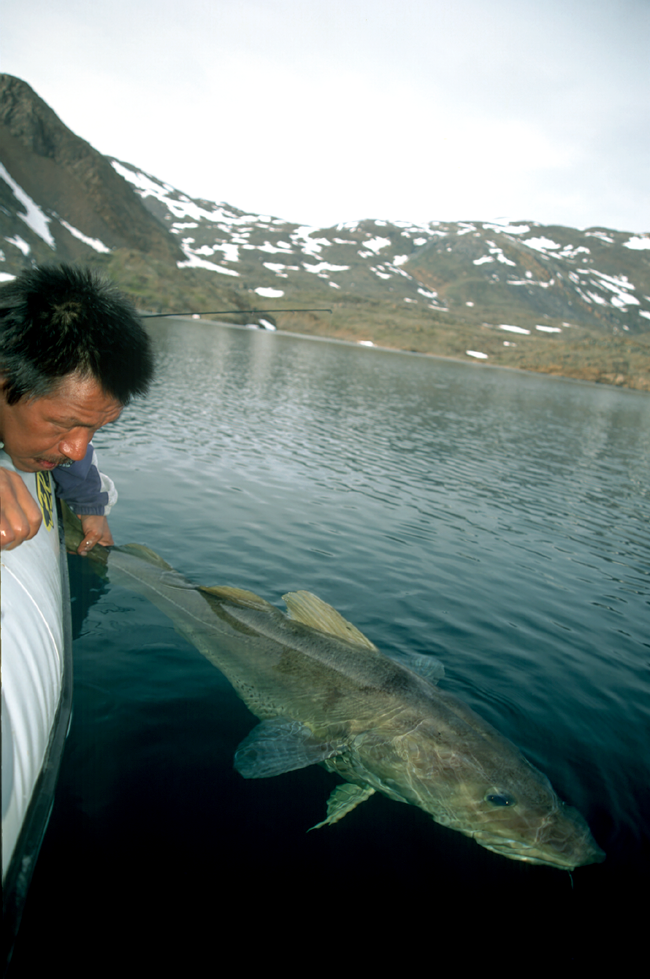
加拿大的一條野生大西洋鱈

大西洋鱈每年一到兩個月的繁殖季，它們集群產卵，一條魚一次可以產900萬枚卵。繁殖期間雄魚具有攻擊性。

## 擴展閱讀
維基物種上的相關：大西洋鱈